# Gilles Millet
Pour les articles homonymes, voir Millet.
Gilles Millet, né le 12 août 1951 à Orléans et mort le 21 avril 2018 au Plessis-Robinson,, est un journaliste français.
Militant du parti maoïste gauche prolétarienne jusqu'à son autodissolution en 1973, libertaire, il fait partie de l'équipe qui fonde la même année le journal Libération.
Il est connu pour avoir été le premier journaliste français à réaliser des interview complaisantes de malfaiteurs ayant commis des assassinats et notamment pour ses liens étroits avec Jacques Mesrine, qu'il a interviewé trois fois pour Libération.

## Biographie

### Lycée et université
Issu d'une famille de classe moyenne, Gilles Millet étudie au lycée de Melun où il milite en 1970, pour l'organisation d'extrême gauche de la Gauche prolétarienne. Ensuite, il intègre la faculté de philosophie de Créteil ; ses principales lectures sont les ouvrages de Michel Foucault, Gilles Deleuze, Félix Guattari et surtout Albert Camus,.
Ayant abandonné ses études, il rejoint la « bande de Melun » et son fanzine Pirate.

### Militantisme avec des maoistes
Son militantisme avec des maoistes comme André Gluksmann, qui criait sous les murs de la prison de Toul, sa solidarité avec les « taulards » l'amène à s'intéresser à cette cause. La stratégie des maoistes incarcérés vise à interpeller l'opinion sur les conditions générales de détention, celles aussi par conséquent des droits communs. Ainsi, le supplément de La Cause du peuple-J'accuse du 18 décembre 1971 a publié le rapport du psychiatre de Toul, le docteur Rose, envoyé à l'Inspection générale de l'Administration pénitentiaire, et qui a autorisé Michel Foucault à le lire lors d'une conférence de presse deux jours auparavant.

### Chef de la rubrique "Police-Justice" deLibération
A sa création en 1973, il intègre le journal Libération. Responsable de la rubrique "Police-Justice", il dénonce la justice bourgeoise et la police de classe, en consacrant de nombreux articles aux luttes des détenus, aux répressions policières, aux dysfonctionnements de la justice. En 1975, il embauche dans cette rubrique de nouveaux journalistes, Christian Hennion et Jean-Luc Hennig, qui ne faisaient pas partie des fondateurs du journal.

### Février 1975, interview du chef du gang des postiches
En février 1975, en pleine prise d'otage de 5 personnes, il interview au téléphone Mohammed Badaoui, chef du gang des postiches, une bande d'un quartier populaire de l'Est parisien qui ira jusqu'à attaquer la décennie suivante quatre fois des banques en huit jours. Lors de sa première attaque, à la Société centrale de banque, avenue de la République à Paris, Badaoui deux morts le 27 février 1975. Au cours de cette opération, qui voit les malfaiteurs finalement s'enfuir dans la nuit avec la rançon obtenue, le ministre de l’Intérieur Michel Poniatowski, excédé, a fait couper la ligne téléphonique entre Gilles Millet et Badaoui ,, qui sera un peu plus tard condamné à mort.

### Eté 1976: soutien financier à Jean-Pierre Pierre
Au cours de l'été 1976, il se lie d'amitié avec le truand Jean-Pierre Pierre, appelé aussi "Pierrot". Dans "La Vie sur place", un livre de témoignage paru en 2004, Jean-Pierre Pierre raconte longuement sa rencontre avec le journaliste juste après son évasion de la prison d'Orléans en plein été 1976. Une fois évadé, ce dernier "appelle une copine journaliste à Paris", qui "accepte le PCF", mais ne peut venir le chercher car elle doit "partir en reportage dans une demi-heure". Une fois arrivé en autostop à Paris, Jean-Pierre Pierre se rend dans les locaux du journal et y rencontre un journaliste qu'il "connaissait un peu", Gilles Millet, qui l'accompagne avec un de ses amis au bistro "Le Grand Louis", y boit du champagne avec eux, puis leur "prête du fric" et téléphone à des amis, qui ont logés pour la nuit" les deux évadés de la prison. "Par son père, j’avais connu Zina, administratrice du quotidien Libération, expliquera Jean-Pierre Pierre dans les médias.

### Aout 1977: interview des assassins de Jean-Antoine Tramoni
Le 4 août 1977, Gilles Millet et Serge July ont publié sur deux pages dans Libération, huit jours avant celui de Mesrine, un "entretien avec les responsables de l'exécution en mars 1977 de Jean-Antoine Tramoni",, un ex-vigile de Renault. Ce dernier avait été condamné aux assises à quatre ans de prison pour avoir tué en février 1972 le militant maoïste Pierre Overney, ex-ouvrier chez Renault, se sentant en danger etcen légitime défense, peine de prison  jugée insuffisante par ses assassins.
Trois jours avant, Libération a aussi publié le 1er août 1977 une lettre d'un suspect de l'assassinat de Tramoni, Frédéric Oriach, dont le ton vaudra au journal le 25 janvier 1979 des poursuites pour "apologie de crimes, de meurtre et d'incendie". La rédaction de Libération étant très partagée sur ce soutien aux NAPAP,, il est décidé de n'en plus parler qu'en rubrique " courrier des lecteurs". Puis en octobre 1977, Serge July se prononce clairement contre tout soutien au terrorisme.

### Opposition à Pierre Goldman
L'opposition de Gilles Millet à Pierre Goldman, qui sera assassiné en septembre 1979 sur directive du Service d'action civique (SAC), date des deux procès de Goldman fin 1974 et début 1976. Millet estimait que Libération écrit trop en sa faveur, en raison de son profil politique, et semblait ainsi dévoyer le combat du journal en faveur des conditions de détention de l'ensemble des prisonniers de droit commun.
En juilltc1981, Millet signe, parmi d'autres papiers d'investigation, une enquêtes sur l'assassinat de Pierre Goldman,, en incriminant le truand Jean-Pierre Maïone-Libaude, qui est cependant innocenté car son visage ne correspond pas à ceux des tueurs, vus de près par de très nombreux témoins de cet assassinat commis en plein jour. Son article est accompagné d'une photo de Jean-Pierre Maïone-Libaude, sans date ni légende ni crédit, qui est très probablement parvenue à Libération par des policiers souhaitant une sanction contre le commissaire Lucien Aimé-Blanc et qui l'obtiennent: Aimé-Blanc Blanc est muté au SRPJ de Lille.

### Amitié avec Jacques Mesrine
L'année suivante, en 1977, il se lie d'amitié avec le truand Jacques Mesrine. En deux ans, il va réaliser pas moins de trois interviews de lui pour Libération, en août 1977, décembre 1978 et au printemps 1979. La troisième n'a pas été publiée,.
Gilles Millet a fait sa connaissance en couvrant le procès de Mesrine de mai 1977, s'y déclarant "impressionné". Contacté ensuite par Mesrine, Millet effectue la première interview d'un truand de l'histoire de la presse française, le 4 août 1977. Puis au printemps 1978, "quinze jours après son évasion" , Mesrine "envoie sa copine chercher Millet à Libération", car il « aime bien ses papiers » et les attend « dans un café à côté » où il propose de les enmener 15 jours en Italie pour y écrire un livre sur Mesrine. Le truand retarde sans cesse ce départ. Millet a présenté Mesrine à son "meilleur ami" le photographe Alain Bizos, ils sont "devenus des copains", vont même "déjeuner à l’Hippopotamus" d'Opéra et savent "où Mesrine habite", à force de "passer du temps avec lui". Libération diffuse une autre interview de lui le 4 janvier 1979. Considérée par Le Monde comme une forme de "publicité", elle vaut à Gilles Millet et Serge July, qui l'a louangée dans un billet, des poursuites pour "apologie de crimes", "apologie de vols" et "injure publique à magistrat",.
Le 14 septembre 1979, juste après la tentative de meurtre contre Jacques Tillier, L'Humanité dénonce les "accointances" de Gilles Millet avec  Jacques Mesrine.
En 1983, Millet coproduit un film sur Mesrine avec Hervé Palud, compagnon de sa fille, où domine "un regard empathique avec le gangster", en raison d'une "objectivité" inconcevable du fait des auteurs, selon Le Monde. Sur fond de musique rock, le film est conçu pour encenser le "personnage", qui "tel que l'interprète le cinéaste, meurt en héros", avec  "ses faire-valoir" parmi lesquels ses ex-otages, "surtout le journaliste de Minute", victime de la tentative de meurtre contre Jacques Tillier, note Le Monde. "Le film s'étend sur les actions chevaleresques de Mesrine", selon Libération en dénonçant dans sa mort "une véritable exécution programmée", thèse du Lucien Aimé-Blanc dont est proche Gilles Millet. Il sort au moment de l'assassinat de l'éditeur Gérard Lebovici, qui projetait de rééditer le livre de Mesrine "L'instinct de mort", assassinat dont fut suspecté le groupe "Honneur de la police. Plus tard, d'autres films sur Mesrine s'éloigneront de cette "volonté hagiographique", préférant "une appréhension kaléidoscopique de l’homme".

### Intérêt pour l'Algérie
Il devient ensuite grand reporter au service Étranger où il se passionne pour l'histoire politique de l'Algérie. Féru de musiques du monde et de raï, il est l'auteur des paroles Ne m'en voulez pas, chanson de Khaled sortie en 1992 et interroge plusieurs fois Serge Gainsbourg pour le journal.
De 1984 à 1985, alors qu'il s'occupe du service Société de Libération, il est placé sur écoute par les hommes du préfet Christian Prouteau dans l'affaire appelée « des écoutes de l'Élysée ».
En 1987, avec Patrick Denaud pour Télélibération (Doc Reporter) et Libération il interview sans l'autorisation des autorités algérienne Aabdenour Yahiaoui et Mohamed Louli, des hommes prétendants avoir été torturés par Jean-Marie Le Pen. Ce reportage relance en France le débat sur la torture.[réf. nécessaire]

### Affaires corses: mise en examen de 1988
En juillet 1998, alors qu'il collabore à l'L'Événement du jeudi, il est placé en garde à vue au sujet de la fuite dans la presse, d'un « rapport d'étape » entre l'inspection générale des Finances (IGF) et le Crédit agricole de Corse. Il sera mis en examen pour « recel de violation du droit du secret professionnel, du secret de l'instruction et recel » par le juge  antiterroriste Jean-Louis Bruguière,.

### Ecoutes de l'Elysée
Gilles Millet a été écouté par les hommes du préfet Christian Prouteau de la cellule antiterroriste de l'Elysée, en 1984 et 1985, alors qu'il dirigeait le service société du journal, via la ligne téléphonique d'un ami qui lui louait son appartement au cours de cette période, le commandant de renseignements généraux (RG) Gilles Khaelin. Au cours de cette période, Khaelin venait d'être nommé sur l'île franco-néerlandaise de Saint-Martin, aux Antilles, comme responsable de la police de l'air et des frontières (PAF).

### Magazine Corsica
Gilles Millet quitte Libération en 1996, pour rejoindre la Corse et le magazine mensuel Corsica. Il s'intéresse notamment aux sujets politiques de l'île, au nationalisme et aux clandestins. En 2014, Corsica cesse de paraître, il devient alors journaliste pour In Corsica.
Il est décédé le 21 avril 2018 au Plessis-Robinson, à l'âge de 66 ans.

## Publications

### Ouvrage
- Gilles Millet (photogr. Alain Bizos), Mesrine, Paris, EPA Editions, 8 octobre 2008, 61 p. (ISBN 978-2-85120-703-6).

### Presse écrite
- Articles écrits par Gilles Millet sur Libération.

### Documentariste
- En 1984, il contribue au scénario de Jacques Mesrine : profession ennemi public, film documentaire réalisé par Hervé Palud, (BNF 40171634)[39].
- En 2003, il fait une apparition dans son propre rôle dans le documentaire sur Alain Pacadis : Alain Pacadis, un héros in[39].